# نيلس داهل (منافس ألعاب قوى)
نيلس داهل (بالنرويجية البوكمول: Nils Dahl)‏ هو منافس ألعاب قوى نرويجي، ولد في 12 نوفمبر 1882، وتوفي في 17 يوليو 1966.

## وصلات خارجية
- نيلس داهل على موقع أوليمبيديا (الإنجليزية)